# Eurytoma petrosa
Eurytoma petrosa är en stekelart som beskrevs av Zerova 1994. Eurytoma petrosa ingår i släktet Eurytoma och familjen kragglanssteklar.
Artens utbredningsområde är:
- Bulgarien.
- Ukraina.

Inga underarter finns listade i Catalogue of Life.